# Dalmatinska nogometna liga 1977./78.
Dalmatinska nogometna liga u sezoni 1977./78. je predstavljala ligu četvrtog stupnja nogometnog prvenstva Jugoslavije. 
 
Sudjelovalo je 12 klubova, a prvak je bio "Metalac" iz Šibenika.

## Ljestvica
| mj. | klub                      | ut. | pob. | ner. | por. | gol+ | gol- | bod |
| --- | ------------------------- | --- | ---- | ---- | ---- | ---- | ---- | --- |
| 1.  | Metalac Šibenik           | 22  | 11   | 6    | 5    | 42   | 26   | 28  |
| 2.  | Slaven Gruda              | 22  | 12   | 3    | 7    | 39   | 22   | 27  |
| 3.  | Primorac Biograd na Moru  | 22  | 10   | 6    | 6    | 33   | 18   | 26  |
| 4.  | Velebit Benkovac          | 22  | 11   | 3    | 8    | 32   | 20   | 25  |
| 5.  | Bagat Zadar               | 22  | 10   | 4    | 8    | 27   | 26   | 24  |
| 6.  | Junak Sinj                | 22  | 9    | 5    | 8    | 30   | 32   | 23  |
| 7.  | Mosor Žrnovnica           | 22  | 9    | 5    | 8    | 25   | 31   | 23  |
| 8.  | Sloga Mravince            | 22  | 9    | 3    | 10   | 31   | 41   | 21  |
| 9.  | Jugovinil Kaštel Gomilica | 22  | 7    | 6    | 9    | 30   | 35   | 20  |
| 10. | Neretvanac Opuzen         | 22  | 7    | 6    | 9    | 26   | 33   | 20  |
| 11. | Slaven Trogir             | 22  | 6    | 4    | 12   | 27   | 32   | 16  |
| 12. | Jadran Ploče              | 22  | 2    | 8    | 12   | 18   | 41   | 12  |

## Rezultatska križaljka
| kratica | klub                      | BAG | JAD | JUG | JUN             | MET | MOS             | NER | PRI | SLAG | SLAT | SLO | VEL |
| --- | ------------------------- | --- | --- | --- | --------------- | --- | --------------- | --- | --- | ---- | ---- | --- | --- |
| BAG | Bagat Zadar               |     |     | 3:4 |                 |     |                 |     |     |      | 2:1  | 1:0 |     |
| JAD | Jadran Ploče              |     |     | 0:0 |                 |     |                 |     |     |      | 1:1  | 5:1 |     |
| JUG | Jugovinil Kaštel Gomilica | 2:2 | 2:0 |     | 2:1             | 1:1 | 1:3             | 0:0 | 1:0 | 1:0  | 2:4  | 4:2 | 3:1 |
| JUN | Junak Sinj                |     |     | 2:2 |                 |     |                 |     |     |      | 2:1  | 3:0 |     |
| MET | Metalac Šibenik           |     |     | 2:2 |                 |     |                 |     |     |      | 4:0  | 3:3 |     |
| MOS | Mosor Žrnovnica           |     |     | 1:0 |                 |     |                 |     |     |      | 0:0  | 1:0 |     |
| NER | Neretvanac Opuzen         |     |     | 2:0 |                 |     |                 |     |     |      | 2:1  | 1:1 |     |
| PRI | Primorac Biograd na Moru  |     |     | 1:0 |                 |     |                 |     |     |      | 3:1  | 1:1 |     |
| SLAG | Slaven Gruda              |     |     | 4:1 |                 |     |                 |     |     |      | 2:1  | 3:0 |     |
| SLAT | Slaven Trogir             | 1:2 | 2:1 | 2:1 | 2:0             | 0:1 | 1:1             | 1:0 | 1:1 | 1:2  |      | 4:0 | 0:1 |
| SLO | Sloga Mravince            | 3:0 | 2:1 | 2:1 | 1:1 p, 0:3 p.f. | 2:3 | 1:0 p, 3:0 p.f. | 4:3 | 1:0 | 2:0  | 2:1  |     | 2:1 |
| VEL | Velebit Benkovac          |     |     | 2:0 |                 |     |                 |     |     |      | 2:1  | 2:0 |     |
| |                           |     |     |     |                 |     |                 |     |     |      |      |     |     |
| podebljan rezultat - utakmice od 1. do 11. kola (1. utakmica između klubova) rezultat normalne debljine - utakmice od 12. do 22. kola (2. utakmica između klubova) rezultat nakošen - nije vidljiv redoslijed odigravanja međusobnih utakmica iz dostupnih izvora rezultat nakošen i smanjen * - iz dostupnih izvora nije uočljiv domaćin susreta prekrižen rezultat - poništena ili brisana utakmica p - utakmica prekinuta 3:0 p.f. / 0:3 p.f. - rezultat 3:0 bez borbe |                           |     |     |     |                 |     |                 |     |     |      |      |     |     |

 Izvori: 

## Unutarnje poveznice
- Hrvatska liga – Jug 1977./78.
- Međuopćinska liga Dubrovnik – Metković – Korčula – Lastovo 1977./78.
- Međuopćinska liga Split – Makarska 1977./78.
- A liga NSO Zadar 1977./78.
- Liga Šibenskog saveza 1977./78.